# Судан на Универсиадах
Судан принимает участие в Универсиадах начиная с летней Универсиады 1970 года в Турине. На зимних Универсиадах спортивная делегация Судана не участвовала ни разу.
На настоящее время (после летней Универсиады 2021 и зимней Универсиады 2023) спортсмены Судана на всех Универсиадах медалей не завоевали.